# أكيمة خلفية
الأكيمة الخلفية (بالإنجليزية: Posterior colliculus)‏ هي الجزء الخلفي من الكعب الإنسي في الجزء البعيد لقصبة الساق ، وهي أصغر حجما من الأكيمة الأمامية.
يريبط بالأكيمة الخلفية الرباط الكاحلي الشظوي الخلفي الذي هو جزء من الرباط الدالي في الجزء الإنسي من الكاحل.